# Liste des choix de repêchages des Devils du New Jersey
Cette liste contient tous les joueurs de hockey sur glace ayant été repêchés par les Devils du New Jersey, franchise de la Ligue nationale de hockey. Les joueurs listés ci-dessus n'ont pas obligatoirement joué un match sous le maillot de l'équipe.
Elle regroupe les joueurs depuis le Repêchage de 1982 organisé par la LNH en 1981-1982, jusqu’à aujourd’hui,. Les joueurs sont classés par année de repêchage. Les deux premières colonnes donnent le rang et le tour duquel le joueur a été repêché suivis de son nom, de sa nationalité et de sa position de jeu.

## Les repêchages d'entrée

### 1982
| No  | Tour | Nom            | Nationalité | Position      |
| --- | ---- | -------------- | ----------- | ------------- |
| 8   | 1er  | Rocky Trottier | Canada      | Centre        |
| 18  | 1er  | Ken Daneyko    | Canada      | Défenseur     |
| 43  | 3e   | Pat Verbeek    | Canada      | Ailier droit  |
| 54  | 3e   | David Kasper   | Canada      | Centre        |
| 85  | 5e   | Scott Brydges  | États-Unis  | Défenseur     |
| 106 | 6e   | Mike Moher     | Canada      | Ailier droit  |
| 127 | 7e   | Paul Fulcher   | Canada      | Ailier gauche |
| 148 | 8e   | John Hutchings | Canada      | Défenseur     |
| 169 | 9e   | Alan Hepple    | Angleterre  | Défenseur     |
| 190 | 10e  | Brent Shaw     | Canada      | Ailier droit  |
| 211 | 11e  | Scott Fusco    | États-Unis  | Centre        |
| 232 | 12e  | Dan Dorion     | États-Unis  | Centre        |

### 1983
| No  | Tour | Nom                  | Nationalité      | Position       |
| --- | ---- | -------------------- | ---------------- | -------------- |
| 6   | 1er  | John MacLean         | Canada           | Ailier droit   |
| 24  | 2e   | Shawn Evans          | Canada           | Défenseur      |
| 85  | 5e   | Chris Terreri        | États-Unis       | Gardien de but |
| 105 | 6e   | Gordon Mark          | Canada           | Défenseur      |
| 125 | 7e   | Greg Evtushevski     | Canada           | Ailier droit   |
| 145 | 8e   | Viatcheslav Fetissov | Union soviétique | Défenseur      |
| 165 | 9e   | Jay Octeau           | États-Unis       | Défenseur      |
| 185 | 10e  | Aleksandr Tchiornykh | Union Soviétique | Ailier gauche  |
| 205 | 11e  | Allan Stewart        | Canada           | Ailier gauche  |
| 225 | 12e  | Alekseï Kassatonov   | Union Soviétique | Défenseur      |

### 1984
| No  | Tour | Nom               | Nationalité     | Position       |
| --- | ---- | ----------------- | --------------- | -------------- |
| 2   | 1er  | Kirk Muller       | Canada          | Ailier gauche  |
| 23  | 2e   | Craig Billington  | Canada          | Gardien de but |
| 44  | 3e   | Neil Davey        | Canada          | Défenseur      |
| 74  | 4e   | Paul Ysebaert     | Canada          | Ailier gauche  |
| 86  | 5e   | Jon Morris        | États-Unis      | Centre         |
| 107 | 6e   | Kirk McLean       | Canada          | Gardien de but |
| 128 | 7e   | Ian Ferguson      | Canada          | Défenseur      |
| 149 | 8e   | Vladimir Kames    | Tchécoslovaquie | Centre         |
| 170 | 9e   | Mike Roth         | États-Unis      | Défenseur      |
| 190 | 10e  | Mike Peluso       | États-Unis      | Ailier gauche  |
| 211 | 11e  | Jarkko Piiparinen | Finlande        | Ailier gauche  |
| 231 | 12e  | Chris Kiene       | États-Unis      | Défenseur      |

### 1985
| No  | Tour | Nom             | Nationalité | Position       |
| --- | ---- | --------------- | ----------- | -------------- |
| 3   | 1er  | Craig Wolanin   | États-Unis  | Défenseur      |
| 24  | 2e   | Sean Burke      | Canada      | Gardien de but |
| 32  | 2e   | Eric Weinrich   | États-Unis  | Défenseur      |
| 45  | 3e   | Myles O'Connor  | Canada      | Défenseur      |
| 66  | 4e   | Greg Polak      | États-Unis  | Ailier gauche  |
| 108 | 6e   | Billie McMillan | Canada      | Ailier droit   |
| 129 | 7e   | Kevin Schrader  | États-Unis  | Défenseur      |
| 150 | 8e   | Ed Krayer       | États-Unis  | Centre         |
| 171 | 9e   | Jamie Huscroft  | Canada      | Défenseur      |
| 192 | 10e  | Terry Shold     | États-Unis  | Ailier gauche  |
| 213 | 11e  | Jamie Mckinley  | Canada      | Ailier droit   |
| 234 | 12e  | David Williams  | États-Unis  | Défenseur      |

### 1986
| No  | Tour | Nom             | Nationalité | Position       |
| --- | ---- | --------------- | ----------- | -------------- |
| 3   | 1er  | Neil Brady      | Canada      | Centre         |
| 24  | 2e   | Todd Copeland   | États-Unis  | Défenseur      |
| 45  | 3e   | Janne Ojanen    | Finlande    | Centre         |
| 62  | 3e   | Marc Laniel     | Canada      | Défenseur      |
| 66  | 4e   | Anders Carlsson | Suède       | Centre         |
| 108 | 6e   | Troy Crowder    | Canada      | Ailier droit   |
| 129 | 7e   | Kevin Todd      | Canada      | Centre         |
| 150 | 8e   | Ryan Pardoski   | Canada      | Ailier droit   |
| 171 | 9e   | Scott McCormack | États-Unis  | Défenseur      |
| 192 | 10e  | Frédéric Chabot | Canada      | Gardien de but |
| 213 | 11e  | John Andersen   | Canada      | Ailier gauche  |
| 236 | 12e  | Douglas Kirton  | Canada      | Ailier droit   |
| 13  | R.S  | Glen Engevik    | Canada      | Ailier droit   |
| 14  | R.S  | Tim Barakett    | Canada      | Attaquant      |

### 1987
| No  | Tour | Nom              | Nationalité | Position       |
| --- | ---- | ---------------- | ----------- | -------------- |
| 2   | 1er  | Brendan Shanahan | Canada      | Ailier droit   |
| 23  | 2e   | Ricard Persson   | Suède       | Défenseur      |
| 65  | 4e   | Brian Sullivan   | États-Unis  | Ailier droit   |
| 86  | 5e   | Kevin Dean       | États-Unis  | Défenseur      |
| 107 | 6e   | Ben Hankinson    | États-Unis  | Ailier droit   |
| 128 | 7e   | Thomas Neziol    | Canada      | Ailier gauche  |
| 149 | 8e   | Jim Dowd         | États-Unis  | Centre         |
| 170 | 9e   | John Blessman    | Canada      | Défenseur      |
| 191 | 10e  | Peter Fry        | Canada      | Gardien de but |
| 212 | 11e  | Alain Charland   | Canada      | Centre         |
| 10  | R.S  | John Walker      | Allemagne   | Ailier gauche  |
| 11  | R.S  | Jeff Madill      | Canada      | Ailier droit   |

### 1988
| No  | Tour | Nom                | Nationalité      | Position       |
| --- | ---- | ------------------ | ---------------- | -------------- |
| 12  | 1er  | Corey Foster       | Canada           | Défenseur      |
| 23  | 2e   | Jeffrey Christian  | Canada           | Ailier gauche  |
| 54  | 3e   | Zdeno Ciger        | Tchécoslovaquie  | Ailier gauche  |
| 65  | 4e   | Matthew Ruchty     | Canada           | Ailier gauche  |
| 75  | 4e   | Scott Luik         | Canada           | Ailier droit   |
| 96  | 5e   | Christopher Nelson | États-Unis       | Défenseur      |
| 117 | 6e   | Chad Johnson       | États-Unis       | Ailier gauche  |
| 138 | 7e   | Chad Erickson      | États-Unis       | Gardien de but |
| 159 | 8e   | Bryan LaFort       | États-Unis       | Gardien de but |
| 180 | 9e   | Sergueï Svetlov    | Union soviétique | Ailier gauche  |
| 201 | 10e  | Robert Woods       | Canada           | Défenseur      |
| 207 | 10e  | Aleksandr Semak    | Union Soviétique | Centre         |
| 222 | 11e  | Charles Hughes     | États-Unis       | Gardien de but |
| 243 | 12e  | Michael Pohl       | Allemagne        | Ailier gauche  |
| 17  | R.S  | Tim Budy           | Canada           | Ailier gauche  |

### 1989
| No  | Tour | Nom              | Nationalité      | Position       |
| --- | ---- | ---------------- | ---------------- | -------------- |
| 5   | 1er  | William Guerin   | États-Unis       | Ailier droit   |
| 18  | 1er  | Jason Miller     | Canada           | Centre         |
| 26  | 2e   | Jarrod Skalde    | Canada           | Centre         |
| 47  | 3e   | Scott Pellerin   | Canada           | Ailier gauche  |
| 89  | 5e   | Michael Heinke   | États-Unis       | Gardien de but |
| 110 | 6e   | David Emma       | États-Unis       | Centre         |
| 152 | 8e   | Sergueï Starikov | Union soviétique | Défenseur      |
| 173 | 9e   | André Faust      | Canada           | Centre         |
| 215 | 11e  | Jason Simon      | Canada           | Ailier gauche  |
| 236 | 12e  | Peter Larsson    | Suède            | Centre         |
| 5   | R.S  | C.J. Young       | États-Unis       | Ailier droit   |
| 10  | R.S  | Mark Romaine     | États-Unis       | Gardien de but |

### 1990
| No  | Tour | Nom                | Nationalité      | Position       |
| --- | ---- | ------------------ | ---------------- | -------------- |
| 20  | 1er  | Martin Brodeur     | Canada           | Gardien de but |
| 24  | 2e   | David Harlock      | Canada           | Défenseur      |
| 29  | 2e   | Chris Gotziaman    | États-Unis       | Ailier droit   |
| 53  | 3e   | Mike Dunham        | États-Unis       | Gardien de but |
| 56  | 3e   | Brad Bombardir     | Canada           | Défenseur      |
| 64  | 4e   | Michael Bodnarchuk | Canada           | Ailier droit   |
| 95  | 5e   | Dean Malkoc        | Canada           | Défenseur      |
| 104 | 5e   | Peter Kuchyna      | Tchécoslovaquie  | Défenseur      |
| 116 | 6e   | Lubomir Kolnik     | Tchécoslovaquie  | Ailier droit   |
| 137 | 7e   | Chris McAlpine     | États-Unis       | Défenseur      |
| 179 | 9e   | Jaroslav Modry     | Tchécoslovaquie  | Défenseur      |
| 200 | 10e  | Corey Schwab       | Canada           | Gardien de but |
| 221 | 11e  | Valeri Zelepoukine | Union soviétique | Ailier gauche  |
| 242 | 12e  | Todd Reirden       | États-Unis       | Défenseur      |
| 15  | R.S  | Mike Haviland      | États-Unis       | Ailier droit   |

### 1991
| No  | Tour | Nom               | Nationalité | Position       |
| --- | ---- | ----------------- | ----------- | -------------- |
| 3   | 1er  | Scott Niedermayer | Canada      | Défenseur      |
| 11  | 1er  | Brian Rolston     | États-Unis  | Ailier droit   |
| 33  | 2e   | Donevan Hextall   | Canada      | Ailier gauche  |
| 55  | 3e   | Fredrik Lindquist | Suède       | Ailier droit   |
| 77  | 4e   | Bradley Willner   | États-Unis  | Défenseur      |
| 121 | 6e   | Curtis Regnier    | Canada      | Défenseur      |
| 143 | 7e   | David Craievich   | Canada      | Défenseur      |
| 165 | 8e   | Paul Wolanski     | Canada      | Défenseur      |
| 187 | 9e   | Daniel Reimann    | États-Unis  | Défenseur      |
| 231 | 11e  | Kevin Riehl       | Canada      | Centre         |
| 253 | 12e  | Jason Hehr        | Canada      | Défenseur      |
| 17  | R.S  | Rob Kruhlak       | Canada      | Gardien de but |

### 1992
| No  | Tour | Nom                 | Nationalité | Position      |
| --- | ---- | ------------------- | ----------- | ------------- |
| 18  | 1er  | Jason Smith         | Canada      | Défenseur     |
| 42  | 2e   | Sergueï Bryline     | Russie      | Ailier gauche |
| 66  | 3e   | Cale Hulse          | Canada      | Défenseur     |
| 90  | 4e   | Vitali Tomiline     | Russie      | Ailier gauche |
| 94  | 4e   | Scott McCabe        | États-Unis  | Défenseur     |
| 114 | 5e   | Ryan Black          | Canada      | Ailier gauche |
| 138 | 6e   | Daniel Trebil       | États-Unis  | Défenseur     |
| 162 | 7e   | Geordie Kinnear     | Canada      | Défenseur     |
| 186 | 8e   | Stephane Yelle      | Canada      | Centre        |
| 210 | 9e   | Jeff Toms           | Canada      | Ailier gauche |
| 234 | 10e  | Heath Weenk         | Canada      | Défenseur     |
| 258 | 11e  | Vladislav Iakovenko | Russie      | Ailier gauche |

### 1993
| No  | Tour | Nom                  | Nationalité | Position       |
| --- | ---- | -------------------- | ----------- | -------------- |
| 13  | 1er  | Denis Pederson       | Canada      | Centre         |
| 32  | 2e   | Jay Pandolfo         | États-Unis  | Ailier gauche  |
| 39  | 2e   | Brendan Morrison     | Canada      | Centre         |
| 65  | 3e   | Krzysztof Oliwa      | Pologne     | Ailier gauche  |
| 110 | 5e   | John Guirestante     | Canada      | Ailier droit   |
| 143 | 6e   | Steve Brulé          | Canada      | Centre         |
| 169 | 7e   | Nikolaï Zavaroukhine | Russie      | Ailier gauche  |
| 195 | 8e   | Thomas Cullen        | Canada      | Défenseur      |
| 221 | 9e   | Judd Lambert         | Canada      | Gardien de but |
| 247 | 10e  | Jimmy Provencher     | Canada      | Ailier droit   |
| 273 | 11e  | Michael Legg         | Canada      | Ailier droit   |

### 1994
| No  | Tour | Nom                | Nationalité        | Position       |
| --- | ---- | ------------------ | ------------------ | -------------- |
| 25  | 1er  | Vadim Charifianov  | Russie             | Ailier droit   |
| 51  | 2e   | Patrik Eliáš       | République tchèque | Ailier gauche  |
| 71  | 3e   | Sheldon Souray     | Canada             | Défenseur      |
| 103 | 4e   | Zdenek Skorepa     | République tchèque | Ailier gauche  |
| 129 | 5e   | Christian Gosselin | Canada             | Défenseur      |
| 134 | 6e   | Ryan Smart         | États-Unis         | Centre         |
| 155 | 6e   | Luciano Caravaggio | Canada             | Gardien de but |
| 181 | 7e   | Jeff Williams      | Canada             | Centre         |
| 207 | 8e   | Éric Bertrand      | Canada             | Ailier gauche  |
| 233 | 9e   | Steve Sullivan     | Canada             | Ailier gauche  |
| 259 | 10e  | Scott Swanjord     | États-Unis         | Gardien de but |
| 269 | 11e  | Mike Hanson        | États-Unis         | Centre         |

### 1995
| No  | Tour | Nom                   | Nationalité        | Position       |
| --- | ---- | --------------------- | ------------------ | -------------- |
| 18  | 1er  | Petr Sýkora           | République tchèque | Ailier droit   |
| 44  | 2e   | Nathan Perrott        | Canada             | Ailier droit   |
| 70  | 3e   | Sergueï Vychedkevitch | Russie             | Défenseur      |
| 78  | 3e   | David Gosselin        | Canada             | Ailier droit   |
| 79  | 4e   | Alyn McCauley         | Canada             | Centre         |
| 96  | 4e   | Henrik Rehnberg       | Suède              | Défenseur      |
| 122 | 5e   | Chris Mason           | Canada             | Gardien de but |
| 148 | 6e   | Adam Young            | Canada             | Défenseur      |
| 174 | 7e   | Richard Rochefort     | Canada             | Centre         |
| 200 | 8e   | Frédéric Henry        | Canada             | Gardien de but |
| 226 | 9e   | Colin O'Hara          | Canada             | Défenseur      |

### 1996
| No  | Tour | Nom               | Nationalité | Position      |
| --- | ---- | ----------------- | ----------- | ------------- |
| 10  | 1er  | Lance Ward        | Canada      | Ailier droit  |
| 38  | 2e   | Wesley Mason      | Canada      | Ailier gauche |
| 41  | 2e   | Joshua Dewolf     | États-Unis  | Défenseur     |
| 47  | 2e   | Pierre Dagenais   | Canada      | Ailier droit  |
| 49  | 2e   | Colin White       | Canada      | Défenseur     |
| 63  | 3e   | Scott Parker      | États-Unis  | Ailier droit  |
| 91  | 4e   | Josef Boumedienne | Suède       | Défenseur     |
| 101 | 4e   | Josh MacNevin     | Canada      | Défenseur     |
| 118 | 5e   | Glenn Crawford    | Canada      | Centre        |
| 145 | 6e   | Sean Ritchlin     | États-Unis  | Ailier droit  |
| 173 | 7e   | Daryl Andrews     | Canada      | Défenseur     |
| 199 | 8e   | William Mitchell  | Canada      | Défenseur     |
| 205 | 8e   | Jason Bertsch     | Canada      | Ailier droit  |
| 225 | 9e   | Pasi Petrilainen  | Finlande    | Défenseur     |

### 1997
| No  | Tour | Nom                      | Nationalité        | Position       |
| --- | ---- | ------------------------ | ------------------ | -------------- |
| 24  | 1er  | Jean-François Damphousse | Canada             | Gardien de but |
| 38  | 2e   | Stanislav Gron           | Slovaquie          | Centre         |
| 104 | 4e   | Lucas Nehrling           | Canada             | Défenseur      |
| 131 | 5e   | Jiri Bicek               | Slovaquie          | Ailier droit   |
| 159 | 6e   | Sascha Goc               | Allemagne          | Défenseur      |
| 188 | 7e   | Mathieu Benoît           | Canada             | Ailier droit   |
| 215 | 8e   | Scott Clemmensen         | États-Unis         | Gardien de but |
| 241 | 9e   | Jan Srdinko              | République tchèque | Défenseur      |

### 1998
| No  | Tour | Nom                | Nationalité | Position      |
| --- | ---- | ------------------ | ----------- | ------------- |
| 26  | 1er  | Mike Van Ryn       | Canada      | Défenseur     |
| 27  | 1er  | Scott Gomez        | États-Unis  | Centre        |
| 37  | 2e   | Christian Berglund | Suède       | Ailier gauche |
| 82  | 3e   | Brian Gionta       | États-Unis  | Ailier droit  |
| 96  | 4e   | Mikko Jokela       | Finlande    | Défenseur     |
| 105 | 4e   | Pierre Dagenais    | Canada      | Ailier droit  |
| 119 | 5e   | Anton But          | Ukraine     | Ailier gauche |
| 143 | 5e   | Ryan Flinn         | Canada      | Ailier gauche |
| 172 | 6e   | Jacques Larivière  | Canada      | Ailier gauche |
| 199 | 7e   | Erik Jensen        | États-Unis  | Ailier droit  |
| 227 | 8e   | Marko Ahosilta     | Finlande    | Centre        |
| 257 | 9e   | Ryan Held          | Canada      | Centre        |

### 1999
| No  | Tour | Nom             | Nationalité | Position       |
| --- | ---- | --------------- | ----------- | -------------- |
| 27  | 1er  | Ari Ahonen      | Finlande    | Gardien de but |
| 42  | 2e   | Mike Commodore  | Canada      | Défenseur      |
| 50  | 2e   | Brett Clouthier | Canada      | Ailier gauche  |
| 95  | 3e   | Andre Lakos     | Autriche    | Défenseur      |
| 100 | 4e   | Teemu Kesä      | Finlande    | Défenseur      |
| 185 | 6e   | Scott Cameron   | Canada      | Centre         |
| 214 | 7e   | Chris Hartsburg | États-Unis  | Ailier droit   |
| 242 | 8e   | Justin Dziama   | États-Unis  | Ailier droit   |

### 2000
| No  | Tour | Nom                 | Nationalité | Position       |
| --- | ---- | ------------------- | ----------- | -------------- |
| 22  | 1er  | David Hale          | États-Unis  | Défenseur      |
| 39  | 2e   | Teemu Laine         | Finlande    | Ailier droit   |
| 56  | 2e   | Aleksandr Souglobov | Russie      | Attaquant      |
| 57  | 2e   | Matt Demarchi       | États-Unis  | Défenseur      |
| 62  | 2e   | Paul Martin         | États-Unis  | Défenseur      |
| 67  | 3e   | Maxim Birbraer      | Kazakhstan  | Ailier gauche  |
| 76  | 3e   | Mike Rupp           | États-Unis  | Ailier gauche  |
| 125 | 4e   | Phil Cole           | Canada      | Défenseur      |
| 135 | 5e   | Mike Danton         | Canada      | Centre         |
| 164 | 5e   | Matúš Kostúr        | Slovaquie   | Gardien de but |
| 194 | 6e   | Deryk Engelland     | Canada      | Défenseur      |
| 198 | 7e   | Ken Magowan         | Canada      | Ailier gauche  |
| 257 | 8e   | Warren McCutcheon   | Canada      | Centre         |

### 2001
| No  | Tour | Nom                 | Nationalité | Position      |
| --- | ---- | ------------------- | ----------- | ------------- |
| 28  | 1er  | Adrian Foster       | Canada      | Ailier gauche |
| 44  | 2e   | Igor Pohanka        | Slovaquie   | Centre        |
| 48  | 2e   | Tuomas Pihlman      | Finlande    | Attaquant     |
| 60  | 2e   | Viktor Outchevatov  | Russie      | Défenseur     |
| 67  | 3e   | Robin Leblanc       | Suisse      | Ailier droit  |
| 72  | 3e   | Brandon Nolan       | Canada      | Attaquant     |
| 128 | 4e   | Andreï Posnov       | Russie      | Ailier droit  |
| 163 | 5e   | Andreas Salomonsson | Suède       | Centre        |
| 194 | 6e   | James Massen        | États-Unis  | Ailier droit  |
| 229 | 8e   | Aaron Voros         | Canada      | Centre        |
| 257 | 8e   | Ievgueni Gamaleï    | Russie      | Défenseur     |

### 2002
| No  | Tour | Nom               | Nationalité        | Position      |
| --- | ---- | ----------------- | ------------------ | ------------- |
| 51  | 2e   | Anton Kadeïkine   | Russie             | Défenseur     |
| 53  | 2e   | Barry Tallackson  | États-Unis         | Ailier droit  |
| 64  | 3e   | Jason Ryznar      | États-Unis         | Ailier gauche |
| 84  | 3e   | Marek Chvatal     | République tchèque | Défenseur     |
| 85  | 3e   | Ahren Spylo       | Canada             | Ailier gauche |
| 117 | 4e   | Cam Janssen       | États-Unis         | Ailier droit  |
| 154 | 5e   | Krisjanis Redlihs | Lettonie           | Défenseur     |
| 187 | 6e   | Eric Johansson    | Canada             | Centre        |
| 218 | 7e   | Ilkka Pikkarainen | Finlande           | Ailier droit  |
| 250 | 8e   | Dan Glover        | Canada             | Défenseur     |
| 281 | 9e   | Bill Kinkel       | États-Unis         | Ailier gauche |

### 2003
| No  | Tour | Nom             | Nationalité        | Position       |
| --- | ---- | --------------- | ------------------ | -------------- |
| 17  | 1er  | Zachary Parisé  | États-Unis         | Centre         |
| 42  | 2e   | Petr Vrana      | République tchèque | Ailier gauche  |
| 93  | 3e   | Ivan Khomoutov  | Russie             | Attaquant      |
| 167 | 5e   | Zach Tarkir     | États-Unis         | Défenseur      |
| 197 | 6e   | Jason Smith     | Canada             | Gardien de but |
| 261 | 8e   | Joey Tenute     | Canada             | Centre         |
| 292 | 9e   | Arseni Bondarev | Russie             | Ailier gauche  |

### 2004
| No  | Tour | Nom                           | Nationalité | Position       |
| --- | ---- | ----------------------------- | ----------- | -------------- |
| 20  | 1er  | Travis Zajac                  | Canada      | Centre         |
| 155 | 5e   | Aleksandr Mikhaïlichine       | Russie      | Défenseur      |
| 185 | 6e   | Josh Disher                   | Canada      | Gardien de but |
| 216 | 7e   | Pierre-Luc Létourneau-Leblond | Canada      | Ailier gauche  |
| 217 | 7e   | Tyler Eckford                 | Canada      | Défenseur      |
| 250 | 8e   | Nathan Perkovich              | États-Unis  | Ailier droit   |
| 282 | 9e   | Valeri Klimov                 | Russie      | Défenseur      |

### 2005
| No  | Tour | Nom                 | Nationalité | Position       |
| --- | ---- | ------------------- | ----------- | -------------- |
| 23  | 1er  | Niclas Bergfors     | Suède       | Attaquant      |
| 38  | 2e   | Jeff Frazee         | États-Unis  | Gardien de but |
| 84  | 3e   | Mark Fraser         | Canada      | Défenseur      |
| 99  | 4e   | Patrick Davis       | États-Unis  | Ailier gauche  |
| 155 | 5e   | Mark Fayne          | États-Unis  | Défenseur      |
| 170 | 6e   | Sean Zimmerman      | États-Unis  | Défenseur      |
| 218 | 7e   | Alexander Sundström | Canada      | Attaquant      |

### 2006
| No  | Tour | Nom                  | Nationalité | Position      |
| --- | ---- | -------------------- | ----------- | ------------- |
| 30  | 1er  | Matt Corrente        | Canada      | Défenseur     |
| 58  | 2e   | Aleksandr Vassiounov | Russie      | Ailier gauche |
| 67  | 3e   | Kirill Touloupov     | Russie      | Défenseur     |
| 77  | 3e   | Vladimir Jarkov      | Russie      | Ailier droit  |
| 107 | 4e   | T.J. Miller          | États-Unis  | Défenseur     |
| 148 | 5e   | Olivier Magnan       | Canada      | Défenseur     |
| 178 | 6e   | Tony Romano          | États-Unis  | Centre        |
| 208 | 7e   | Kyell Henegan        | Canada      | Défenseur     |

### 2007
| No  | Tour | Nom              | Nationalité | Position     |
| --- | ---- | ---------------- | ----------- | ------------ |
| 57  | 2e   | Mike Hoeffel     | États-Unis  | Attaquant    |
| 79  | 3e   | Nick Palmieri    | États-Unis  | Ailier droit |
| 87  | 3e   | Corbin McPherson | États-Unis  | Défenseur    |
| 117 | 4e   | Matt Halischuk   | Canada      | Ailier droit |
| 177 | 6e   | Vili Sopanen     | Finlande    | Attaquant    |
| 207 | 7e   | Ryan Molle       | Canada      | Défenseur    |

### 2008
| No  | Tour | Nom                   | Nationalité | Position      |
| --- | ---- | --------------------- | ----------- | ------------- |
| 24  | 1er  | Mattias Tedenby       | Suède       | Ailier gauche |
| 52  | 2e   | Brandon Burlon        | Canada      | Défenseur     |
| 54  | 2e   | Patrice Cormier       | Canada      | Centre        |
| 82  | 3e   | Adam Henrique         | Canada      | Centre        |
| 112 | 4e   | Matt Delahey          | Canada      | Défenseur     |
| 142 | 5e   | Kory Nagy             | Canada      | Centre        |
| 172 | 6e   | David Wohlberg        | États-Unis  | Centre        |
| 202 | 7e   | Harry Young           | Canada      | Défenseur     |
| 205 | 7e   | Jean-Sébastien Bérubé | Canada      | Ailier gauche |

### 2009
| No  | Tour | Nom             | Nationalité | Position      |
| --- | ---- | --------------- | ----------- | ------------- |
| 20  | 1er  | Jacob Josefson  | Suède       | Centre        |
| 54  | 2e   | Éric Gélinas    | Canada      | Défenseur     |
| 73  | 3e   | Alexander Urbom | Suède       | Défenseur     |
| 114 | 4e   | Seth Helgeson   | États-Unis  | Défenseur     |
| 144 | 5e   | Derek Rodwell   | Canada      | Ailier gauche |
| 174 | 6e   | Ashton Bernard  | Canada      | Ailier gauche |
| 204 | 7e   | Curtis Gedig    | Canada      | Défenseur     |

### 2010
| No  | Tour | Nom             | Nationalité | Position       |
| --- | ---- | --------------- | ----------- | -------------- |
| 38  | 2e   | Jon Merrill     | États-Unis  | Défenseur      |
| 84  | 3e   | Scott Wedgewood | Canada      | Gardien de but |
| 114 | 4e   | Joe Faust       | États-Unis  | Défenseur      |
| 174 | 6e   | Maxime Clermont | Canada      | Gardien de but |
| 204 | 7e   | Mauro Jörg      | Suisse      | Ailier droit   |

### 2011
| No  | Tour | Nom            | Nationalité | Position      |
| --- | ---- | -------------- | ----------- | ------------- |
| 4   | 1er  | Adam Larsson   | Suède       | Défenseur     |
| 75  | 3e   | Blake Coleman  | États-Unis  | Centre        |
| 99  | 4e   | Reid Boucher   | États-Unis  | Centre        |
| 129 | 5e   | Blake Pietila  | États-Unis  | Ailier gauche |
| 159 | 6e   | Reece Scarlett | Canada      | Défenseur     |
| 189 | 7e   | Patrick Daly   | États-Unis  | Défenseur     |

### 2012
| No  | Tour | Nom               | Nationalité | Position      |
| --- | ---- | ----------------- | ----------- | ------------- |
| 29  | 1er  | Stefan Matteau    | États-Unis  | Centre        |
| 60  | 2e   | Damon Severson    | Canada      | Défenseur     |
| 90  | 3e   | Ben Johnson       | États-Unis  | Centre        |
| 96  | 4e   | Ben Thomson       | Canada      | Ailier gauche |
| 135 | 5e   | Graham Black      | Canada      | Centre        |
| 150 | 5e   | Alexander Kerfoot | Canada      | Centre        |
| 180 | 6e   | Artour Hawrous    | Biélorussie | Centre        |

### 2013
| No  | Tour | Nom             | Nationalité | Position       |
| --- | ---- | --------------- | ----------- | -------------- |
| 42  | 2e   | Steven Santini  | États-Unis  | Défenseur      |
| 73  | 3e   | Ryan Kujawinski | Canada      | Centre         |
| 100 | 4e   | Miles Wood      | États-Unis  | Ailier gauche  |
| 160 | 6e   | Myles Bell      | Canada      | Ailier gauche  |
| 208 | 7e   | Anthony Brodeur | États-Unis  | Gardien de but |

### 2014
| No  | Tour | Nom              | Nationalité | Position      |
| --- | ---- | ---------------- | ----------- | ------------- |
| 30  | 1er  | John Quenneville | Canada      | Centre        |
| 41  | 2e   | Joshua Jacobs    | États-Unis  | Défenseur     |
| 71  | 3e   | Connor Chatham   | États-Unis  | Ailier droit  |
| 131 | 5e   | Ryan Rehill      | Canada      | Défenseur     |
| 152 | 6e   | Joey Dudek       | États-Unis  | Centre        |
| 161 | 6e   | Brandon Baddock  | Canada      | Ailier gauche |

### 2015
| No  | Tour | Nom                 | Nationalité        | Position       |
| --- | ---- | ------------------- | ------------------ | -------------- |
| 6   | 1er  | Pavel Zacha         | République tchèque | Centre         |
| 42  | 2e   | Mackenzie Blackwood | Canada             | Gardien de but |
| 67  | 3e   | Blake Speers        | Canada             | Centre         |
| 97  | 4e   | Colton White        | Canada             | Défenseur      |
| 157 | 6e   | Brett Seney         | Canada             | Ailier gauche  |

### 2016
| No  | Tour | Nom             | Nationalité | Position       |
| --- | ---- | --------------- | ----------- | -------------- |
| 12  | 1er  | Michael McLeod  | Canada      | Centre         |
| 41  | 2e   | Nathan Bastian  | Canada      | Ailier droit   |
| 73  | 3e   | Joseph Anderson | États-Unis  | Ailier droit   |
| 80  | 3e   | Brandon Gignac  | Canada      | Centre         |
| 102 | 4e   | Mikhaïl Maltsev | Russie      | Ailier gauche  |
| 105 | 4e   | Evan Cormier    | Canada      | Gardien de but |
| 132 | 5e   | Iegor Rykov     | Russie      | Défenseur      |
| 162 | 6e   | Jesper Bratt    | Suède       | Ailier gauche  |
| 192 | 7e   | Jeremy Davies   | Canada      | Défenseur      |

### 2017
| No  | Tour | Nom                | Nationalité | Position       |
| --- | ---- | ------------------ | ----------- | -------------- |
| 1er | 1er  | Nico Hischier      | Suisse      | Centre         |
| 36  | 2e   | Jesper Boqvist     | Suède       | Centre         |
| 63  | 3e   | Fabian Zetterlund  | Suède       | Ailier gauche  |
| 81  | 3e   | Reilly Walsh       | États-Unis  | Défenseur      |
| 98  | 4e   | Nikita Popougaïev  | Russie      | Ailier gauche  |
| 129 | 5e   | Gilles Senn        | Suisse      | Gardien de but |
| 143 | 5e   | Marián Studenič    | Slovaquie   | Ailier droit   |
| 160 | 6e   | Aarne Talvitie     | Finlande    | Centre         |
| 191 | 7e   | Jocktan Chainey    | Canada      | Défenseur      |
| 205 | 7e   | Iegor Zaïtsev      | Russie      | Défenseur      |
| 214 | 7e   | Matthew Hellickson | États-Unis  | Défenseur      |

### 2018
| No  | Tour | Nom                 | Nationalité | Position       |
| --- | ---- | ------------------- | ----------- | -------------- |
| 17  | 1er  | Ty Smith            | Canada      | Défenseur      |
| 110 | 4e   | Xavier Bernard      | Canada      | Défenseur      |
| 136 | 5e   | Akira Schmid        | Suisse      | Gardien de but |
| 141 | 5e   | Iahor Charanhovitch | Biélorussie | Centre         |
| 172 | 6e   | Mitchell Hoelscher  | Canada      | Centre         |
| 203 | 7e   | Eetu Päkkilä        | Finlande    | Ailier gauche  |

### 2019
| No  | Tour | Nom               | Nationalité | Position       |
| --- | ---- | ----------------- | ----------- | -------------- |
| 1er | 1er  | Jack Hughes       | États-Unis  | Centre         |
| 61  | 2e   | Nikita Okhotiouk  | Russie      | Défenseur      |
| 70  | 3e   | Daniil Missioul   | Biélorussie | Défenseur      |
| 80  | 3e   | Graeme Clarke     | États-Unis  | Ailier droit   |
| 82  | 3e   | Michael Vukojevic | Canada      | Défenseur      |
| 96  | 4e   | Tyce Thompson     | Canada      | Ailier droit   |
| 118 | 4e   | Case McCarthy     | États-Unis  | Défenseur      |
| 127 | 5e   | Cole Brady        | Canada      | Gardien de but |
| 129 | 5e   | Arseni Gritsiouk  | Russie      | Ailier droit   |
| 158 | 6e   | Patrick Moynihan  | États-Unis  | Ailier droit   |
| 189 | 7e   | Nikola Pasic      | Suède       | Ailier droit   |

### 2020
| No  | Tour | Nom                     | Nationalité        | Position       |
| --- | ---- | ----------------------- | ------------------ | -------------- |
| 7   | 1er  | Alexander Holtz         | Suède              | Ailier droit   |
| 18  | 1er  | Dawson Mercer           | Canada             | Centre         |
| 20  | 1er  | Chakir Moukhamadoulline | Russie             | Défenseur      |
| 84  | 3e   | Nico Daws               | Allemagne          | Gardien de but |
| 99  | 4e   | Jaromir Pytlik          | République tchèque | Centre         |
| 120 | 4e   | Ethan Edwards           | Canada             | Défenseur      |
| 130 | 5e   | Artem Shlaine           | États-Unis         | Centre         |
| 161 | 6e   | Benjamin Baumgartner    | Autriche           | Centre         |

### 2021
| No  | Tour | Nom             | Nationalité        | Position       |
| --- | ---- | --------------- | ------------------ | -------------- |
| 4   | 1er  | Luke Hughes     | États-Unis         | Défenseur      |
| 29  | 1er  | Chase Stillman  | États-Unis         | Ailier droit   |
| 68  | 3e   | Samu Salminen   | Finlande           | Centre         |
| 100 | 4e   | Jakub Malek     | République tchèque | Gardien de but |
| 129 | 5e   | Topias Vilen    | Finlande           | Défenseur      |
| 164 | 6e   | Viktor Hurtig   | Suède              | Défenseur      |
| 203 | 7e   | Zakhar Bardakov | Russie             | Centre         |

### 2022
| No  | Tour | Nom              | Nationalité | Position       |
| --- | ---- | ---------------- | ----------- | -------------- |
| 2   | 1er  | Šimon Nemec      | Slovaquie   | Défenseur      |
| 46  | 2e   | Seamus Casey     | États-Unis  | Défenseur      |
| 102 | 4e   | Tyler Brennan    | Canada      | Gardien de but |
| 110 | 4e   | Daniil Orlov     | Russie      | Défenseur      |
| 126 | 4e   | Charlie Leddy    | États-Unis  | Défenseur      |
| 141 | 5e   | Petr Hauser      | Tchéquie    | Ailier droit   |
| 166 | 6e   | Josh Filmon      | Canada      | Ailier gauche  |
| 198 | 7e   | Artiom Barabocha | Russie      | Défenseur      |

### 2023
| No  | Tour | Nom               | Nationalité | Position      |
| --- | ---- | ----------------- | ----------- | ------------- |
| 58  | 2e   | Lenni Hämeenaho   | Finlande    | Ailier droit  |
| 122 | 4e   | Cam Squires       | Canada      | Ailier droit  |
| 154 | 5e   | Chase Cheslock    | États-Unis  | Défenseur     |
| 164 | 6e   | Cole Brown        | Canada      | Ailier gauche |
| 186 | 6e   | Daniil Karpovitch | Biélorussie | Défenseur     |

### 2024
| No  | Tour | Nom                | Nationalité | Position       |
| --- | ---- | ------------------ | ----------- | -------------- |
| 10  | 1er  | Anton Silaïev      | Russie      | Défenseur      |
| 49  | 2e   | Mikhaïl Iegorov    | Russie      | Gardien de but |
| 85  | 3e   | Kasper Pikkarainen | Finlande    | Ailier droit   |
| 91  | 3e   | Herman Traff       | Suède       | Ailier droit   |
| 139 | 5e   | Max Graham         | Canada      | Centre         |
| 146 | 5e   | Veeti Louhivaara   | Finlande    | Gardien de but |
| 171 | 6e   | Matyas Melovsky    | Tchéquie    | Centre         |

### 2025
| No  | Tour | Nom              | Nationalité | Position       |
| --- | ---- | ---------------- | ----------- | -------------- |
| 50  | 2e   | Conrad Fondrk    | États-Unis  | Centre         |
| 63  | 2e   | Benjamin Kevan   | États-Unis  | Ailier droit   |
| 90  | 3e   | Mason Moe        | États-Unis  | Centre         |
| 99  | 4e   | Trenten Bennett  | Canada      | Gardien de but |
| 114 | 4e   | Gustav Hillström | Suède       | Centre         |
| 161 | 6e   | David Rozsival   | Tchéquie    | Ailier droit   |
| 178 | 6e   | Sigge Holmgren   | Suède       | Défenseur      |